# Charles Portal
Marechal da Força Aérea Real Charles Frederick Algernon Portal, 1.º Visconde Portal de Hungerford, KG, GCB, OM, DSO & Bar, MC, DL (21 de maio de 1893 – 22 de abril de 1971), foi um oficial sênior da Força Aérea Real. Ele serviu como piloto de bombardeiro na Primeira Guerra Mundial e tornou-se primeiro comandante de vôo e depois comandante de esquadrão, pilotando bombardeiros leves na Frente Ocidental.
Nos primeiros estágios da Segunda Guerra Mundial, ele foi comandante-chefe do Comando de Bombardeiros. Ele era um defensor do bombardeio de área estratégica contra áreas industriais alemãs e via isso como uma estratégia para vencer a guerra. Em outubro de 1940 foi nomeado Chefe do Estado-Maior da Aeronáutica e permaneceu neste cargo pelo resto da guerra. Durante seu tempo como chefe, ele apoiou continuamente a ofensiva de bombardeio estratégico contra a Alemanha e defendeu a formação da Força Pathfinder da RAF, fundamental para melhorar a força destrutiva do Comando de Bombardeiros. Ele se defendeu das tentativas da Marinha Real de assumir o comando do Comando Costeiro da RAF e resistiu às tentativas do Exército Britânico para estabelecer seu próprio Exército Aéreo. Portal se aposentou da RAF após o fim da guerra. Foi Controlador de Produção (Energia Atômica) do Ministério do Abastecimento por seis anos. Portal foi nomeado presidente da British Aluminium. Ele não teve sucesso em se defender de uma aquisição hostil da British Aluminium pela Tube Investments, de Ivan Stedeford, no que ficou conhecido como a "Guerra do Alumínio". Posteriormente, ele atuou como presidente da British Aircraft Corporation.

## Primeiros anos
Portal nasceu em Eddington House, Hungerford, Berkshire, filho de Edward Robert Portal e sua esposa Ellinor Kate (nascida Hill). Seu irmão mais novo, o almirante Reginald Portal (1894–1983) ingressou na Marinha Real e também teve uma carreira notável. Os Portais eram de origem huguenote, tendo chegado à Inglaterra no século XVII. Charles Portal, ou "Peter" como foi apelidado, foi educado no Winchester College e na Christ Church, em Oxford. Portal pretendia se tornar advogado mas ele não terminou sua graduação e deixou a vida de estudante para se alistar como soldado raso em 1914.

## Primeira Guerra Mundial
No início da Primeira Guerra Mundial, Portal se juntou ao Exército Britânico e serviu como mensageiro na seção de motocicletas dos Royal Engineers na Frente Ocidental. Portal foi nomeado cabo logo após entrar para o Exército e foi comissionado como segundo-tenente apenas algumas semanas depois. Por volta da mesma época, Portal foi elogiado no primeiro despacho de John French de setembro de 1914. Em dezembro de 1914, Portal recebeu o comando de todos os pilotos da Companhia de Sinais da Sede do 1.º Corpo.
Em julho de 1915, com a diminuição da necessidade de cavaleiros de despacho, o Portal foi transferido para o Real Corpo Aéreo (RFC). Ele serviu primeiro como observador e depois, a partir de novembro de 1915, como oficial voador. Ele se formou como piloto em abril de 1916 e se juntou ao Esquadrão N.º 60 voando biplanos Morane na Frente Ocidental. Ele se tornou um comandante de vôo no Esquadrão N.º 3 pilotando aeronaves B.E.2 na Frente Ocidental em 16 de julho de 1916. Portal foi promovido a major temporário em junho de 1917 e recebeu o comando do Esquadrão N.º 16 para pilotar aeronaves R.E.8 na Frente Ocidental ao mesmo tempo. Ele foi promovido a tenente-coronel temporário em 17 de junho de 1918 e recebeu o comando da Ala N.º 24 (Treinamento) na RAF Grantham em agosto de 1918. Portal recebeu a Cruz Militar em janeiro de 1917, a Ordem de Serviços Distintos (DSO) em 18 de julho de 1917 e um Bar para seu DSO em 18 de julho de 1918.